# I liga paragwajska w piłce nożnej (1984)
Mistrzem Paragwaju został klub Club Guaraní, natomiast wicemistrzem Paragwaju – Cerro Porteño.
Mistrzostwa podzielone zostały na cztery etapy. Pierwsze trzy etapy zadecydowały o tym, które sześć klubów weźmie udział w czwartym – decydującym o mistrzostwie – etapie. Zwycięzca czwartego etapu został mistrzem Paragwaju.
Do turniejów międzynarodowych zakwalifikowały się następujące kluby:
- Copa Libertadores 1985: Club Guaraní, Cerro Porteño

Do drugiej ligi spadł klub Tembetary Ypané. Na jego miejsce z drugiej ligi awansował klub Sportivo San Lorenzo.

## Pierwszy etap

### Tabela końcowa pierwszego etapu 1984
| Poz | Klub                | Mecze | Zw | Rem | Por | Pkt | BrZd | BrStr |
| --- | ------------------- | ----- | -- | --- | --- | --- | ---- | ----- |
| 1   | Club Olimpia        | 9     | 5  | 2   | 2   | 12  | 14   | 8     |
| 2   | Club Guaraní        | 8     | 6  | 0   | 2   | 12  | 16   | 10    |
| 3   | Cerro Porteño       | 9     | 4  | 3   | 2   | 11  | 12   | 8     |
| 4   | Club Sol de América | 9     | 5  | 0   | 4   | 10  | 11   | 11    |
| 5   | Club Libertad       | 8     | 2  | 4   | 2   | 8   | 13   | 7     |
| 6   | Club River Plate    | 9     | 3  | 2   | 4   | 8   | 9    | 9     |
| 7   | Atlético Colegiales | 9     | 3  | 1   | 5   | 7   | 7    | 10    |
| 8   | Club Nacional       | 9     | 2  | 3   | 4   | 7   | 6    | 10    |
| 9   | Sportivo Luqueño    | 9     | 2  | 3   | 4   | 7   | 10   | 16    |
| 10  | Tembetary Ypané     | 9     | 2  | 2   | 5   | 6   | 9    | 18    |

- Albo klub Club Libertad wygrał mecz z Club Guaraní, albo otrzymał 2 punkty walkowerem. Z powodu tej niepewności mecz ten w powyższej tabeli nie został uwzględniony.

Z powodu równej liczby punktów dwóch najlepszych w tabeli klubów rozegrano mecz barażowy o pierwsze miejsce.
- Club Olimpia – Club Guaraní 6:3

## Drugi etap

### Tabela końcowa drugiego etapu 1984
| Poz | Klub                | Mecze | Zw | Rem | Por | Pkt | BrZd | BrStr |
| --- | ------------------- | ----- | -- | --- | --- | --- | ---- | ----- |
| 1   | Club Guaraní        | 9     | 7  | 2   | 0   | 16  | 19   | 10    |
| 2   | Cerro Porteño       | 9     | 5  | 3   | 1   | 13  | 15   | 7     |
| 3   | Club Libertad       | 9     | 5  | 2   | 2   | 12  | 14   | 7     |
| 4   | Atlético Colegiales | 9     | 3  | 3   | 3   | 9   | 10   | 10    |
| 5   | Club Olimpia        | 9     | 2  | 4   | 3   | 8   | 15   | 16    |
| 6   | Club River Plate    | 9     | 1  | 5   | 3   | 7   | 11   | 12    |
| 7   | Club Sol de América | 9     | 2  | 3   | 4   | 7   | 13   | 15    |
| 8   | Club Nacional       | 9     | 2  | 3   | 4   | 7   | 6    | 13    |
| 9   | Tembetary Ypané     | 9     | 1  | 4   | 4   | 6   | 5    | 10    |
| 10  | Sportivo Luqueño    | 9     | 2  | 1   | 6   | 5   | 6    | 14    |

## Trzeci etap
| Poz | Klub                | Mecze | Zw | Rem | Por | Pkt | BrZd | BrStr |
| --- | ------------------- | ----- | -- | --- | --- | --- | ---- | ----- |
| 1   | Club Libertad       | 10    | 5  | 4   | 1   | 14  | 11   | 5     |
| 2   | Club Olimpia        | 10    | 5  | 4   | 1   | 14  | 10   | 4     |
| 3   | Atlético Colegiales | 10    | 4  | 4   | 2   | 12  | 14   | 8     |
| 4   | Tembetary Ypané     | 10    | 3  | 1   | 6   | 7   | 5    | 13    |
| 5   | Club Nacional       | 10    | 1  | 3   | 6   | 5   | 5    | 15    |

| Poz | Klub                | Mecze | Zw | Rem | Por | Pkt | BrZd | BrStr |
| --- | ------------------- | ----- | -- | --- | --- | --- | ---- | ----- |
| 1   | Club River Plate    | 10    | 4  | 4   | 2   | 12  | 15   | 9     |
| 2   | Sportivo Luqueño    | 10    | 3  | 6   | 1   | 12  | 7    | 7     |
| 3   | Club Sol de América | 10    | 2  | 6   | 2   | 10  | 9    | 9     |
| 4   | Cerro Porteño       | 10    | 2  | 5   | 3   | 9   | 13   | 12    |
| 5   | Club Guaraní        | 10    | 0  | 5   | 5   | 5   | 7    | 14    |

Pierwsze miejsce w trzecim etapie zdobył klub Club Olimpia (za co otrzymał bonus w postaci 2 punktów), a drugie miejsce – klub Club Libertad (bonus 1 punkt).

## Sumaryczna tabela sezonu 1984
Tabela przedstawia sumaryczny dorobek klubów uzyskany w trzech etapach.
| Poz | Klub                | Mecze | Zw | Rem | Por | Pkt | BrZd | BrStr |
| --- | ------------------- | ----- | -- | --- | --- | --- | ---- | ----- |
| 1   | Club Libertad       | 27    | 12 | 10  | 5   | 34  | 38   | 19    |
| 2   | Club Olimpia        | 28    | 12 | 10  | 6   | 34  | 39   | 28    |
| 3   | Cerro Porteño       | 28    | 11 | 11  | 6   | 33  | 40   | 27    |
| 4   | Club Guaraní        | 27    | 13 | 7   | 7   | 33  | 42   | 34    |
| 5   | Atlético Colegiales | 28    | 10 | 8   | 10  | 28  | 31   | 28    |
| 6   | Club River Plate    | 28    | 8  | 11  | 9   | 27  | 35   | 30    |
| 7   | Club Sol de América | 28    | 9  | 9   | 10  | 27  | 33   | 35    |
| 8   | Sportivo Luqueño    | 28    | 7  | 10  | 11  | 24  | 23   | 37    |
| 9   | Club Nacional       | 28    | 5  | 9   | 14  | 19  | 17   | 38    |
| 10  | Tembetary Ypané     | 28    | 6  | 7   | 15  | 19  | 19   | 41    |

Bonusy przyznane przed rundą finałową:
- 4 punkty dla klubu Club Olimpia za pierwsze miejsce w pierwszym etapie (2 pkt) i pierwsze miejsce w trzecim etapie (2 pkt)
- 3 punkty dla klubu Club Guaraní za drugie miejsce w pierwszym etapie (1 pkt) i pierwsze miejsce w drugim etapie (2 pkt)
- 1 punkt dla klubu Cerro Porteño za drugie miejsce w drugim etapie
- 1 punkt dla klubu Club Libertad za drugie miejsce w trzecim etapie

## Czwarty etap – runda finałowa

### Tabela końcowa czwartego etapu 1984
| Poz | Klub                | Mecze | Zw | Rem | Por | Pkt | BrZd | BrStr |
| --- | ------------------- | ----- | -- | --- | --- | --- | ---- | ----- |
| 1   | Club Guaraní        | 5     | 2  | 3   | 0   | 10  | 10   | 6     |
| 2   | Cerro Porteño       | 5     | 3  | 2   | 0   | 9   | 7    | 2     |
| 3   | Club Olimpia        | 5     | 1  | 1   | 3   | 7   | 5    | 7     |
| 4   | Club Libertad       | 5     | 1  | 3   | 1   | 6   | 2    | 4     |
| 5   | Club Sol de América | 5     | 1  | 3   | 1   | 5   | 6    | 6     |
| 6   | Atlético Colegiales | 5     | 0  | 2   | 3   | 2   | 2    | 7     |